# Maria Malicka
Maria Malicka (ur. 9 maja 1898 w Krakowie, zm. 30 września 1992 tamże) – polska aktorka teatralna i filmowa, reżyserka, pedagożka, dyrektorka teatru.

## Życiorys
Jako dziecko występowała w Teatrze im. Słowackiego w Krakowie, gdzie jej ojciec był pracownikiem technicznym. Po ukończeniu pensji SS. Prezentek, szkoły przemysłowej i Szkoły Dramatycznej przy Instytucie Muzycznym w Krakowie, od sezonu 1918/1919 występowała w Teatrze im. Słowackiego, a następnie została zaangażowana do pierwszego zespołu Teatru Bagatela. Pracowała tam do końca 1923. Następnie występowała w teatrach warszawskich, m.in.: w Polskim, Narodowym i Letnim. Zagrała blisko 300 ról zyskując uznanie widzów i krytyki. Jej osiągnięcia to m.in. Święta Joanna i Candida Shawa, Maria Stuart Schillera i Słowackiego, Panna Młoda w Weselu Wyspiańskiego. Uważana za jedną z największych aktorek w historii polskiego teatru. 19 września 1929 wyszła za aktora Zbyszka Sawana, z którym była do 1939.
W czasie okupacji niemieckiej w Warszawie początkowo pracowała jako kelnerka w Café Bodo, a potem występowała w jawnym Teatrze Komedia (1941–1944). Za to oraz za bliskie związki z Niemcami została ukarana przez Związek Artystów Scen Polskich zakazem występowania na scenach stołecznych. Aktorka swoją postawę w czasie okupacji tłumaczyła tym, że chciała uwolnić swojego byłego męża przetrzymywanego w Auschwitz-Birkenau. We wrześniu 1946 aktorka stanęła przed sądem oskarżona przez Zofię Bystydzieńską o przywłaszczenie należących do niej przedmiotów w czasie powstania warszawskiego. Została jednak uniewinniona zarówno z zarzutu o szaber, jak i nawiązywania w okresie okupacji bliskich kontaktów z Niemcami.
Po wojnie występowała w Szczecinie, Bielsku, Łodzi, a od 1957 roku do emerytury w 1971 roku ponownie w Teatrze im. Słowackiego w Krakowie.

## Ordery i odznaczenia
- Krzyż Kawalerski Orderu Odrodzenia Polski (1975)[7]
- Złoty Krzyż Zasługi (1956)
- Medal 3 Maja[8]

## Życie prywatne
Była córką pracownika technicznego Teatru im. Słowackiego w Krakowie. Jej mężem był aktor Zbigniew Sawan. Przez lata związana była z malarzem Eugeniuszem Geppertem. Jej bratankiem był poeta i prozaik Maciej Malicki (ur. 1945). Pochowana została na cmentarzu Rakowickim w Krakowie (kwatera FA-4-15).

## Role teatralne
- Anna - Świt dzień i noc - D. Niccodemi - reż. A. Węgierko - Teatr Mały, Warszawa 1923 r.
- Joanna - Święta Joanna - G.B. Shaw - reż. A. Zelwerowicz- Teatr Polski Warszawa 1924 r.
- Heliana - Samuel Zborowski - J. Słowacki - reż. L Schiller - Teatr Polski Warszawa 1927 r.
- Elżbieta - Don Carlos - F. Schiller - reż. E. Chaberski - Teatr Narodowy Warszawa 1932 r
- Panna Młoda - Wesele - S. Wyspiański - reż. L Solski - Teatr Narodowy Warszawa 1932 r.
- Maria - Maria Stuart - F. Schiller - reż. K. Borowski - Teatr Narodowy Warszawa 1934 r
- Maria - Maria Stuart - J. Słowacki - reż Z. Sawan - Teatr Malickiej Warszawa  1937 r.
- Felicja - Gbury - C. Goldoni - reż. K. Frycz - Teatr im J. Słowackiego Kraków 1957 r.
- Muza - Wyzwolenie - S. Wyspiański - reż. B. Dąbrowski -Teatr im J. Słowackiego Kraków 1957 r.
- Rollisonowa - Dziady - A Mickiewicz - reż. B. Korzeniewski, Teatr im J. Słowackiego Kraków 1963 r.
- Hrabina Idalia - Fantazy - J. Słowacki - reż. H Gryglaszewska, Teatr im J. Słowackiego Kraków 1963 r.
- Kornelia - Klik-klak - J. Abramow - reż J. Markuszewski, Stary Teatr Kraków 1972 r.

## Filmografia
- 1927 – Mogiła nieznanego żołnierza – Nelly, córka Łazowskiego
- 1927 – Zew morza – 2 role: Hanka Ostojska; księżniczka, postać z powieści czytanej przez Stacha
- 1928 – Dzikuska – Ita, córka Kruszyńskiego
- 1929 – Szlakiem hańby – Marysia Żurkówna
- 1930 – Janko Muzykant (film) – śpiewaczka Ewa Korecka
- 1930 – Wiatr od morza – Teresa
- 1931 – Uwiedziona – Lena
- 1931 – Niebezpieczny raj – Alma
- 1936 – Pan Twardowski – matka Twardowskiego
- 1966 – Bariera – sprzątaczka
- 1980 – Klik Klak – Kornelia
- 1980 – Prawdziwie niewinna buźka dziecka – pani Bramson

Źródło: Filmpolski.pl.